# 慈雲山建設力量
慈雲山建設力量（英文：Tsz Wan Shan Constructive Power）是於2015年成立的香港地區組織，以慈雲山為主要服務地區。簡稱慈建力。慈雲山建設力量由一些黃大仙區居民因2014年末發生的雨傘革命而啟發，透過高登討論區號召創立此組織，抗衡一直被建制派佔多數的區議會議席。2021年9月22日宣佈解散。

## 歷史

### 命名
由於慈雲山建設力量名稱與建制派相似，不少人誤以為慈雲山建設力量是建制派組織，發言人澄清，命名為「慈雲山建設力量」的原因，是認為「建設」並非建制派專利，而該組織由慈雲山居民自發，才可真正了解居民需要，希望為社區帶來真的建設力量。

### 反網絡23條
2015年12月5日，包含慈雲山建設力量在內的12個傘後組織組成聯盟發表聯合聲明，要求將於2015年12月9日於立法會二讀的2014年版權（修訂）條例草案中，豁免條款須使用更為開放的「用戶衍生 UGC」或「公平使用 Fair Use」；民事豁免須加上「豁免凌駕合約條款」（Contract override）的條文；以及須清楚列明「不誠實使用電腦罪」不適用於版權法。除非草案修訂後符合以上的要求，否則泛民議員須投下反對票。

### 區選工程
2015年中在部署區議會選舉時，慈雲山建設力量並沒有參加泛民區選的協調機制，指跟泛民在議題上或許有合作空間，但「不會在選舉作出協調，亦不會搞泛民的地盤」，更進一步解釋「唔搞泛民」的意思，例如建制派自動當選選區，泛民知道必定大敗所以主動放棄角逐，這些選區他們亦會派人參選。組織提倡推動以市民為本、由下而上的社區發展方向。
最終慈雲山建設力量2名參選人，分別於正愛對陣民建聯陳曼琪得到2048票，及慈雲東對陣民建聯何漢文得到1548票落敗。
慈雲山建設力量於2016年重組並繼續於慈雲山服務。

### 2019年區議會選舉
慈雲山建設力量當時有兩名社區主任岑宇軒博士、張嘉宜女士，分別於正愛及鳳德選區服務。
岑宇軒博士及張嘉宜女士於10月4日宣布參加2019年區議會選舉，並成功當選。
2021年辭職風波
岑宇軒博士及張嘉宜女士於7月初宣布辭去區議員職務，結束18個月議員生涯。

### 停止運作
慈雲山建設力量於2021年9月22日於社交平台宣佈，即時解散慈雲山建設力量。

## 選舉

### 區議會選舉
| 選舉 | 民選得票 | 民選得票比例 | 民選議席 | 當然議席 | 議席    | +/- |
| 2015 | 3,633 ▲  | 0.36% ▲      | 2        | 0        | 0 / 458 | 0 ━ |
| 2019 | 10,160 ▲ | 0.53% ▲      | 2        | 0        | 2 / 479 | 2 ▲ |

### 選舉結果
| 參選選區                     | 候選人 | 得票    | 結果 |
| 2019年區議會選舉（黃大仙區） |        |         |      |
| H05 鳳德                     | 張嘉宜 | 4,396票 | 當選 |
| H17 正愛                     | 岑宇軒 | 5,764票 | 當選 |

## 外部連結
- 官方网站